# نادي سوهاج
نادى سوهاج الرياضي هو نادي مصري تأسس في صعيد مصر سنة 1931 يقع بمحافظة سوهاج وهو أفضل أندية سوهاج.

## التأسيس
تأسس نادي سوهاج الرياضى عام 1931 ووقتها عرف باسم نادي الأمير فاروق الأول وحظى النادي منذ إنشائه بمكانه اجتماعية مرموقة بين شخصيات المجتمع حيث كان ملتقى الشخصيات الرائدة في المحافظة علاوة على قربه من النيل الخالد وانتشار المساحات الخضراء به، كل ذلك أعطى له روعة خاصة جعلته محط أنظار الرواد من جميع طبقات المجتمع.
ومن المفارقات النادرة أن خزينة النادي الآن تحتضن أول ختم خاص بالنادي وقت إنشائه عام 1931 مدون عليه نادى الأمير فاروق الأول بسوهاج ويعتبر الختم كنز أثري توالى الإدارات المتعاقبة للنادي الحفاظ عليه كشاهد على البداية.
عرف عن النادي أنه كان استراحه للملك فاروق ومع مسيرة الحياة السياسية في البلاد والتطور التاريخي غيّر اسم النادي إلى نادي البلدية ولم يستمر طويلا وتحول إلى نادي سوهاج الرياضي.
يعتبر نادي سوهاج من أقدم أندية الصعيد وتحديداً ثالث أقدم نادي في صعيد مصر بعد نادي المنيا الرياضي الذي أنشئ عام 1928 ونادي أسوان الذي أنشئ عام 1930.
شارك نادي سوهاج مرة وحيدة في الدوري المصري الممتاز 2001–02 وقدم مردود مميز لكن قلة الخبرة كانت عامل في هبوط الفريق مره أخرى، توافد على نادي سوهاج العديد من الأسماء كلاعبين أو مدربين وأبرز المدربين الكابتن جمال عبد الحميد والكابتن عصام بهيج والكابتن احمد رفعت والكابتن نبيل محمود والكابتن عفت نصار والكابتن حسين عبد اللطيف وأخيراً محمد فايز وغيرهم، شارك نادي سوهاج عدة مرات في كاس مصر.

## زي الفريق
| الأساسي | البديل |

## المشاركات
| الدوري المصري الممتاز | 02/01 |

| الدوري المصري الدرجة الثانية | 10/09 09/08 22/21 21/20 20/19 19/18 18/17 17/16 16/15 15/14 14/13 12/11 13/12 |

| كأس مصر | 21/20 20/19 19/18 18/17 17/16 16/15 10/09 08/07 06/05 |

## الجمهور
يتمتع نادي سوهاج بقاعدة عريضة وكبيرة من الجماهير التي تساند وتؤازر الفريق من محافظة سوهاج البالغ تعداد سكانها ما يزيد عن خمسة ملايين نسمة والتي تقوم بحشد جماهيري كبير يغطي مدرجات ستاد سوهاج في مباريات نادي سوهاج الرياضي لتشجيع ومؤازرة سوهاج وتطالب هذه الجماهير بعودة الفريق للدوري الممتاز مرة أخرى.

## مجلس الأدارة
- رئيس النادي / محمد علي
- نائب الرئيس / محمد لبيب
- أمين الصندوق / أيمن حسني
- أعضاء مجلس الإدارة / عصام خلف عبد اللطيف وأحمد عبد العظيم وممدوح جابر وعصام الشريف ومحمد حسني ابوالدهب وحسن الشريف وأحمد جابر ابوالوفا.

## ديربي سوهاج
ديربي محافظة سوهاج هو المباراة الكبيرة التي تجمع أكبر ناديين في محافطة سوهاج وهما نادي سوهاج و نادي المراغة الرياضي ثاني أقوى أندية سوهاج ومباريات الديربي تتسم بالندية والإثارة.